# 9432 Iba
9432 Iba è un asteroide della fascia principale. Scoperto nel 1997, presenta un'orbita caratterizzata da un semiasse maggiore pari a 2,3557825 au e da un'eccentricità di 0,0347901, inclinata di 7,16986° rispetto all'eclittica.
L'asteroide è dedicato all'astronomo amatoriale giapponese Yasuaki Iba.